# Devenish

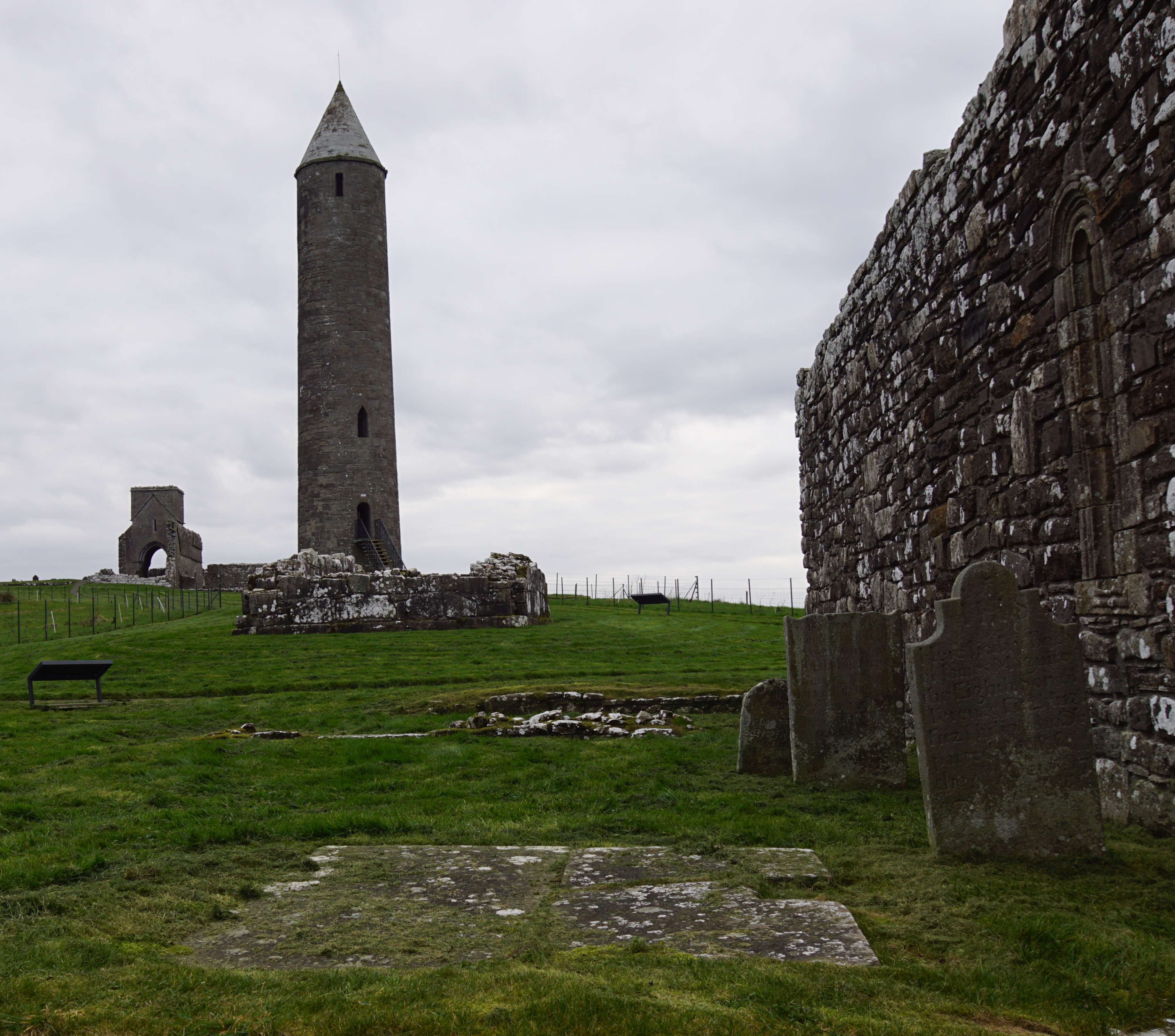
Devenish met vooraan het oratorium St Molaise's House met erachter de Round tower. Op de achtergrond is links van de toren St Mary's Priory te zien. Rechts vooraan de Teampall Mór.

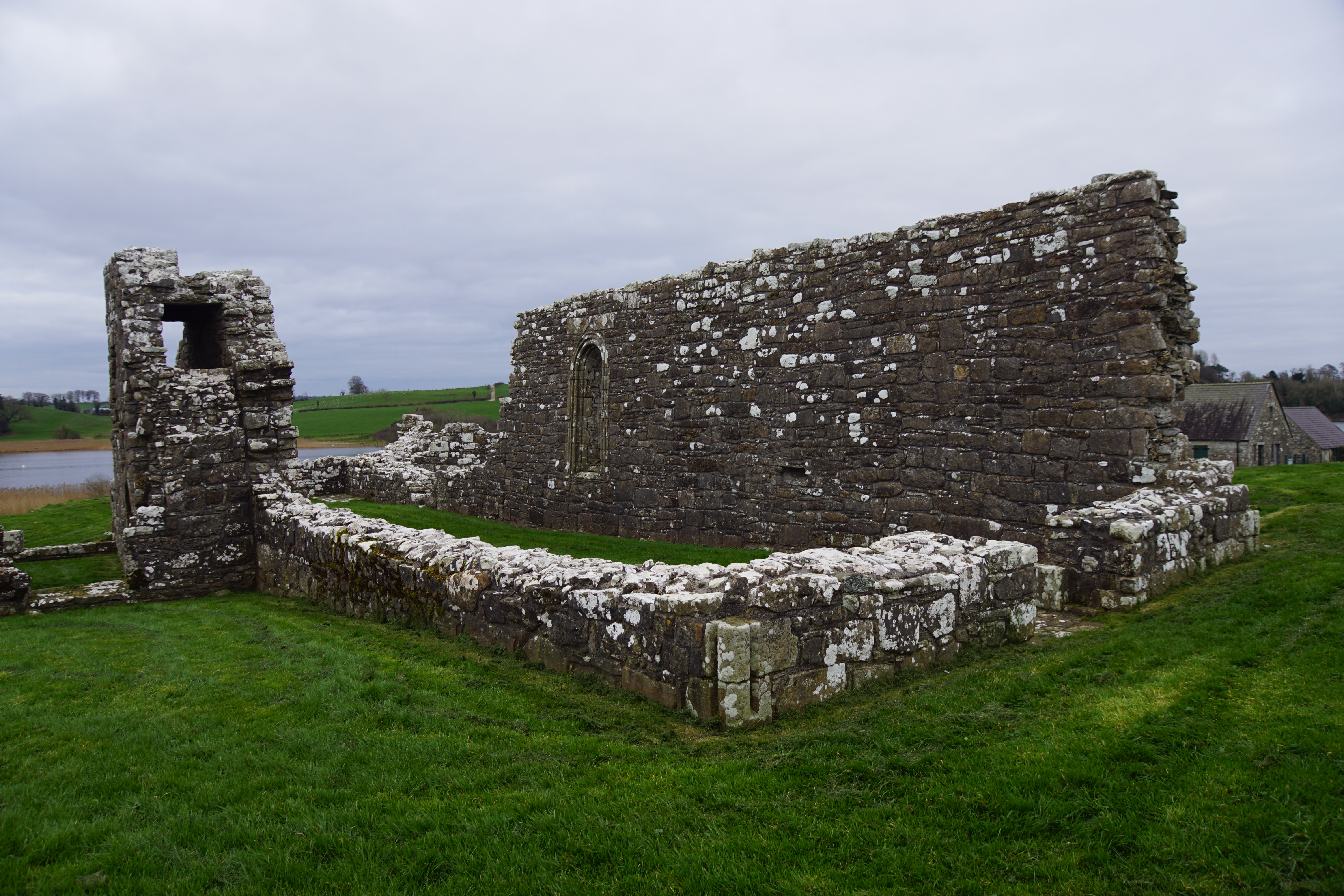
De Teampull Mór (Grote Kerk).

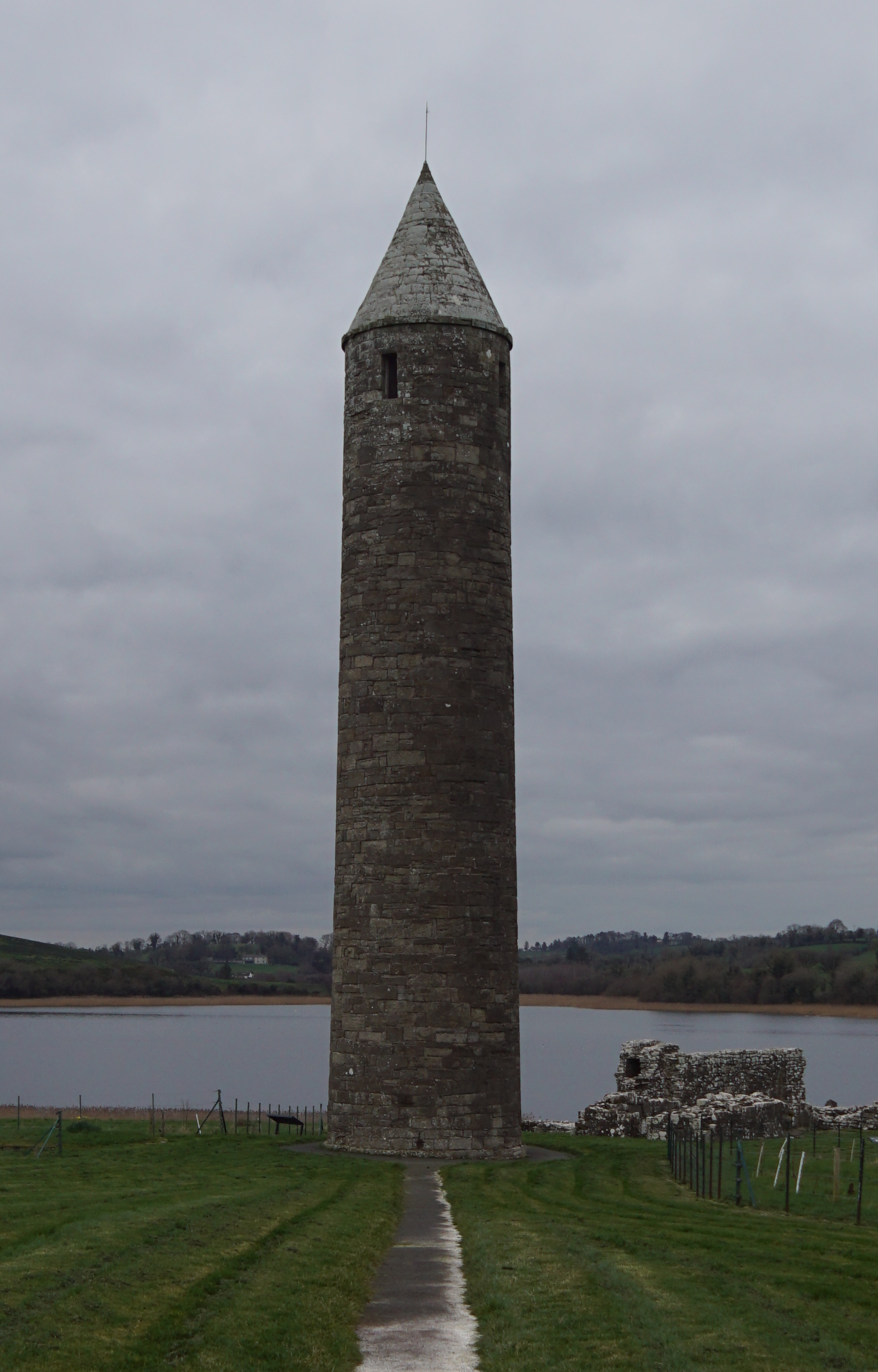
De Round tower vanuit het westen.

Devenish, ook Devenish Island, is een eiland gelegen tussen de Lower Lough Erne en de Upper Lough Erne bij Enniskillen, County Fermanagh in Noord-Ierland.
In de zesde eeuw begon Sint Molaise op het eiland een christelijke kloostergemeenschap. In de 21e eeuw zijn er ruïnes overgebleven van gebouwen waarvan de oudste uit de twaalfde eeuw stammen. Onder de beschermde gebouwen zijn twee kerken, een oratorium en een klooster.

## Etylomologie
Devenish is afgeleid van het Ierse Daimh-inis / Daw-inis, dat 'osseneiland' betekent. Vermoedelijk kreeg het eiland die naam vanwege de ruime en  veilige plek om runderen te weiden.

## Geschiedenis
In de zesde eeuw stichtte Sint Molaise (of Laisre), die lid was van de koninklijke Ierse familie, op Devenish een christelijke kloostergemeenschap, die de belangrijkste zou worden van de kloosters op de eilanden in Lough Erne. Molaise stierf in 564 of 571. In de tiende eeuw was de kloostergemeenschap in handen van de kloosterorde de Culdees (Célí Dé), die zeker tot 1603 op Devenish bleven. In 1130 vestigden ook de Augustijnen zich op het eiland, die een priorij gewijd aan Maria stichtten. Zij waren vermoedelijk afkomstig van de Abbey of St Peter and St Paul in Armagh. Zij bleven tot het begin van de zeventiende eeuw. Devenish werd een grote parochie die zich uitstrekte aan beide kanten van het meer. Tot en met de zestiende eeuw kwamen vele parochianen en pelgrims naar het eiland.
Het eiland werd in 837 en in 896 geplunderd door Vikingen waarbij de abten werden vermoord. In 1157 en in 1360 werden de kerken verbrand. In 1622 werden de kerken beschreven als 'bijna geruïneerd' en omstreeks deze periode werd de parochiekerk verplaatst naar Monea.
In de zeventiende en achttiende eeuw werden de gebouwen op Devenish verwaarloosd. In 1807 werden de gebouwen geconserveerd met als aanleiding de diefstal van de steen van de stichting van de priorij die boven het latrinegebouw in de barakken in Enniskillen werd gehangen. De steen werd in 1808 teruggebracht naar Devenish.
In 1835 werd de Round tower hersteld en in de periode 1874-1877 werden de overige gebouwen gerestaureerd door de Irish Board of Works met verdere restauraties in 1970.

## Omschrijving
Het eiland is circa een kilometer lang en ongeveer een halve kilometer breed op het breedste punt. Vanaf de landingssteiger aan de westkant van het eiland op zijn breedste punt loopt een voetpad het eiland op naar het midden. Het dichtst bij de steiger ligt de Teampall Mór (Grote Kerk) uit de veertiende eeuw, dan volgt St Molaise's House (Huis van Sint Molaise) uit de twaalfde eeuw, dan de Round towers uit de twaalfde eeuw, en dan St. Mary's Priory op de heuvel, waarbij zich een High Cross uit de vijftiende eeuw op de begraafplaats bevindt.

### Teampall Mór
De Teampall Mór (Grote Kerk) (coördinaten: 54° 22′ 15″ NB, 7° 39′ 19″ WL), ook St Molaise's Church (Kerk van Sint Molaise), stamt uit de twaalfde en dertiende eeuw en diende als parochiekerk tot de 17e eeuw. De kerk is oostelijk georiënteerd. De ingang bevindt zich aan de westelijke zijde, het altaar aan de oostelijke zijde. De kerk is rechthoekig en is 24,5 meter bij 5,3 meter groot en werd gebouwd in een traditionele romaansachtige stijl. Aan de zuidzijde bevindt zich een spitsboograam.
Aan de zuidzijde nabij het koor werd door de over Fermanagh regerende familie Maguire een kapel aangebouwd in de zeventiende eeuw. In de late Middeleeuwen werd aan de noordzijde in het midden van de kerk een woonvleugel aangebouwd door de Maguires. Aan de zuidzijde van de kerk, aan de westelijke kant, bevond zich een kluis.
In de kerk bevindt zich aan de noordwestelijke zijde een Middeleeuwse stenen grafkist die bekend staat als St Molaise's Bed ('het bed van Sint Molaise'). Er is een bijgeloof dat ieder die in de kist gaat liggen en dan drie keer ronddraait wordt genezen van zijn aandoeningen.

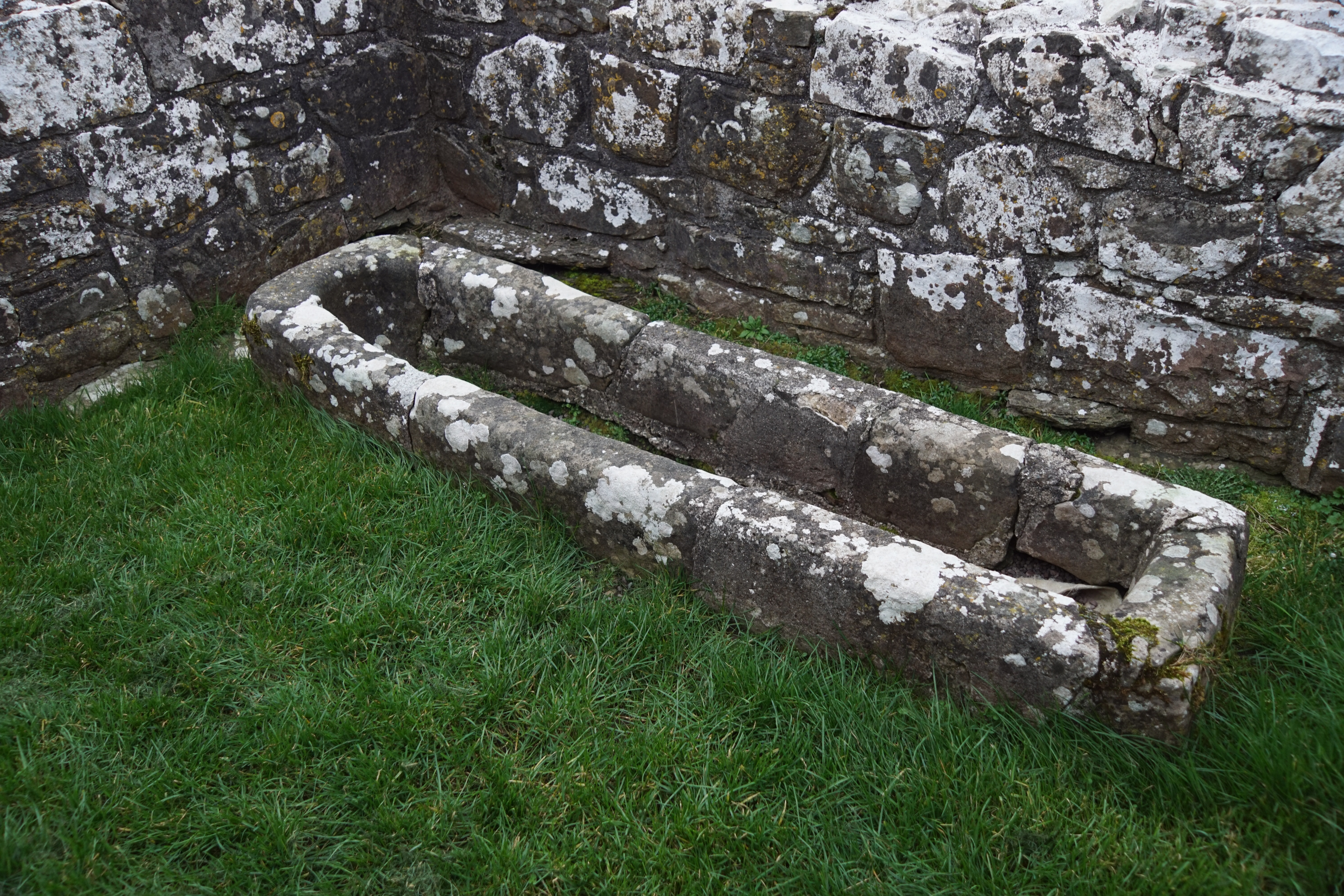
De stenen grafkist bijgenaamd St Molaise's Bed
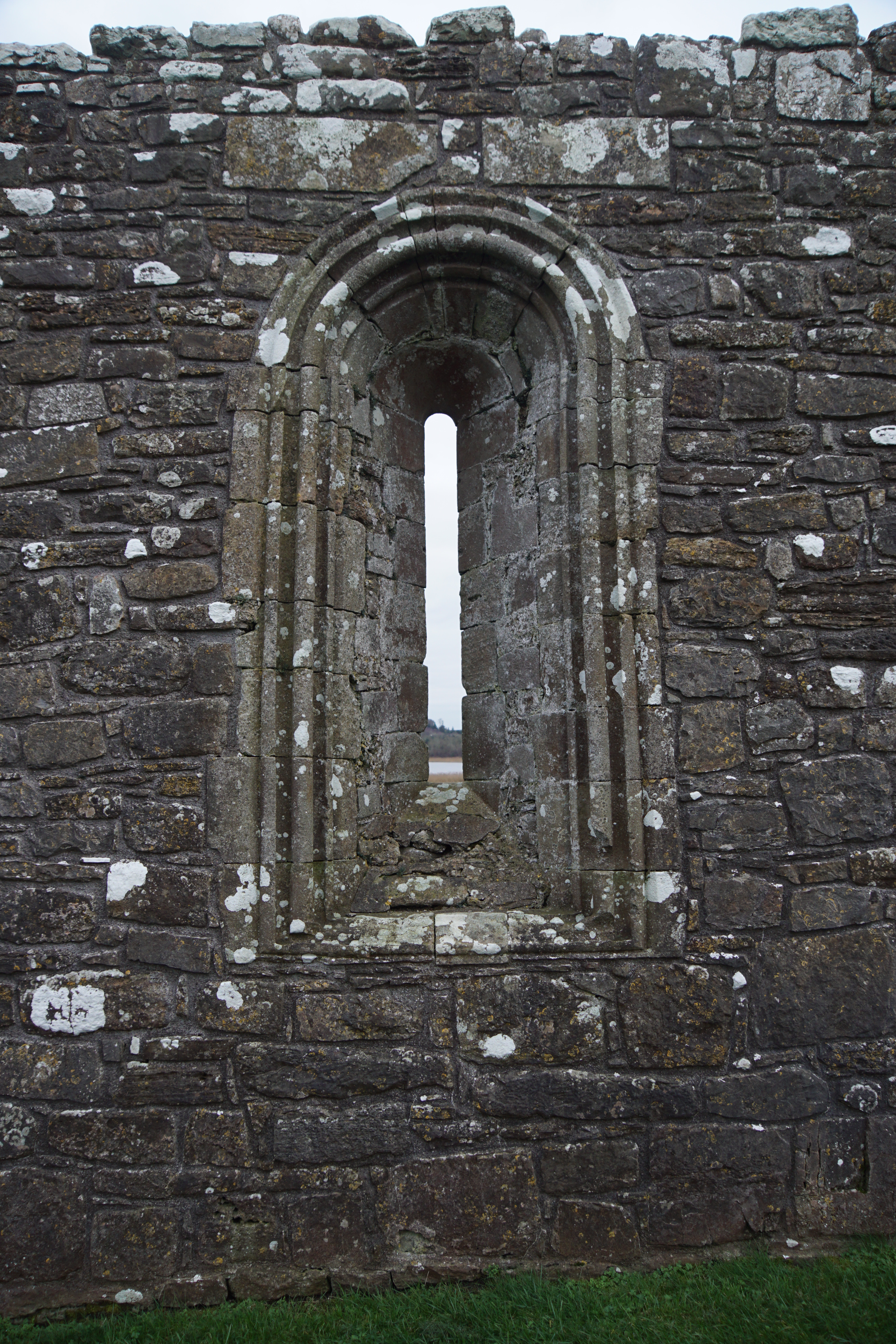
Het zuidelijk raam
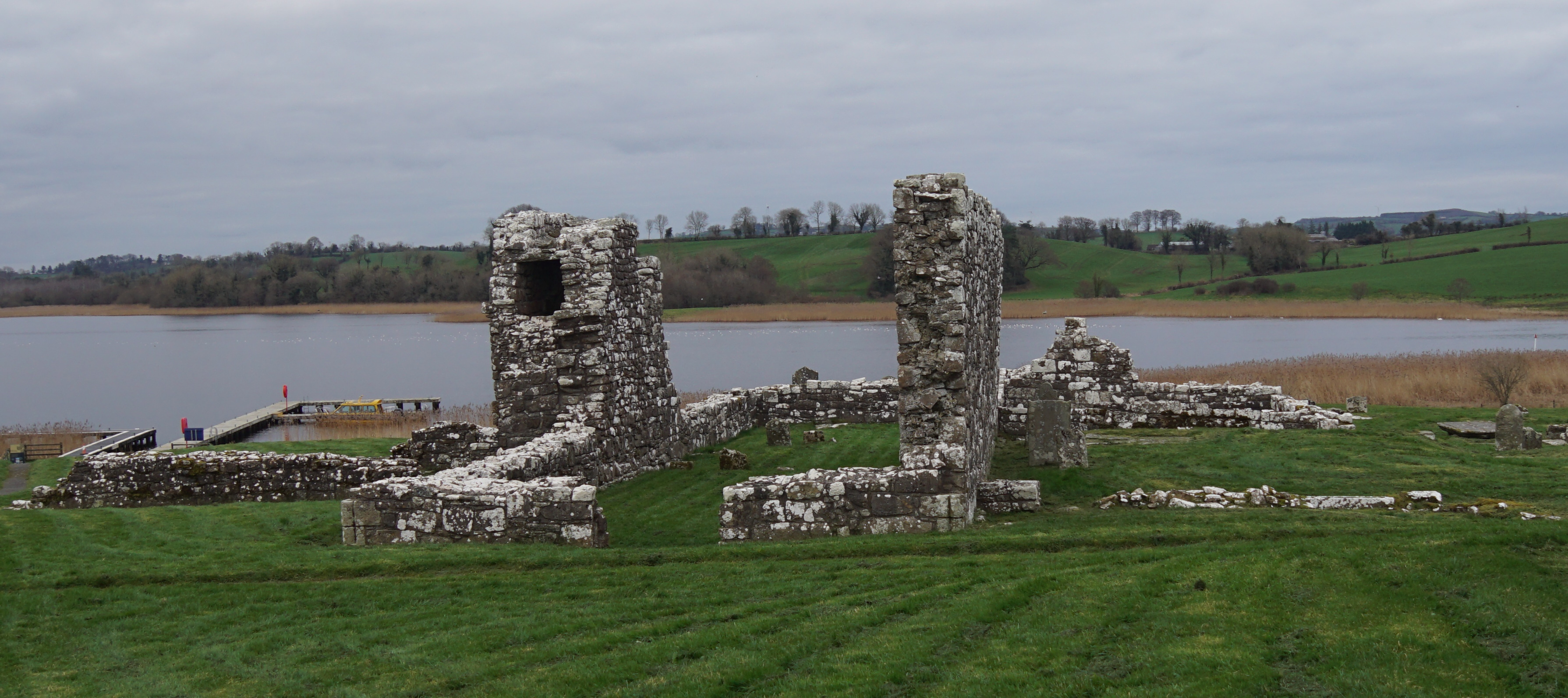
Aan de noordkant (links) de residentiële aanbouw, aan de zuidkant (rechts) de aangebouwde kluis en het aangebouwde mausoleum

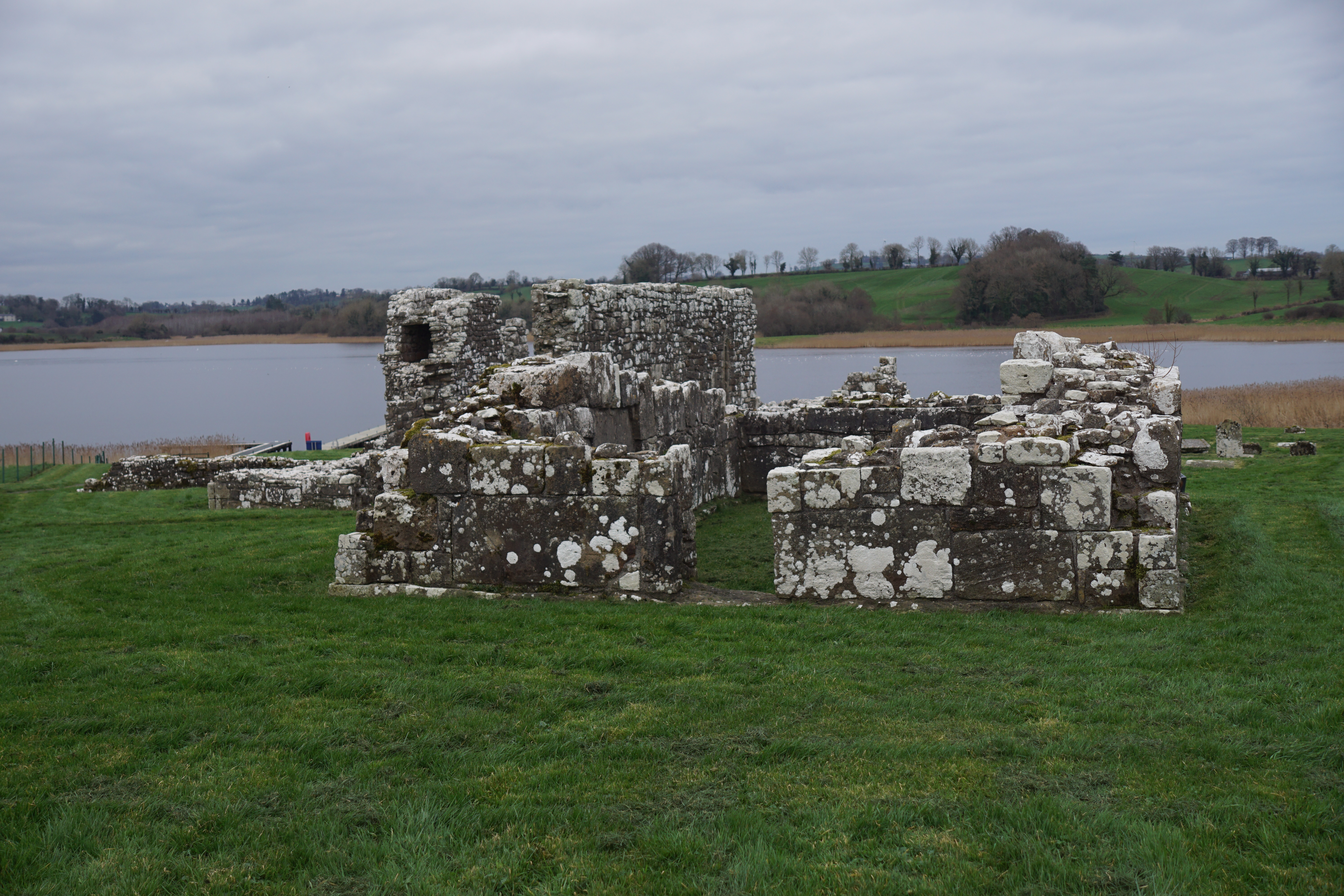
St Molaise's House met erachter de Teampall Mór.

### St Molaise's House

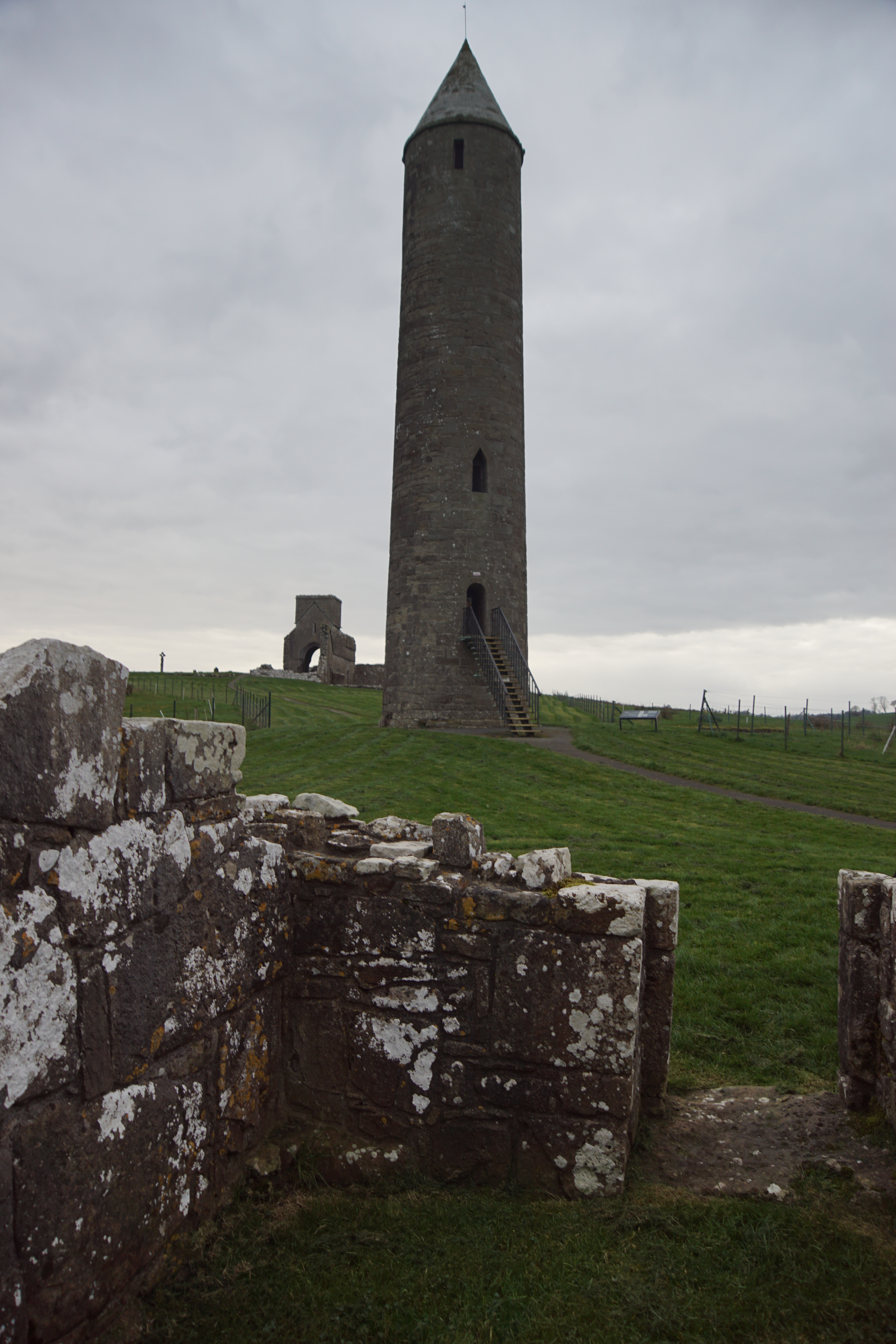
De Round tower vanuit St Molaise's House.

Het gebouw dat bekend staat als St Molaise's House (Huis van Sint Molaise) (coördinaten: 54° 22′ 15″ NB, 7° 39′ 20″ WL) werd in de late 12e eeuw gebouwd als een oratorium voor de resten van Sint Molaise. Het behoort samen met de Round Tower tot de oudste gebouwen overgebleven op het eiland. Eerdere versies van de kapel waren gebouwd in hout en geverfd. In de kapel bevonden zich ook andere relieken. In de vroege elfde eeuw werd een boekenschrijn gemaakt die bekend staat als Soiscél Molaise waarin het evangelie bewaard werd; deze schrijn zou zich hier hebben bevonden.
Het oratorium is van binnen 5,9 meter bij 3,3 meter groot. Tot 1830 had dit gebouw een hoog dak dat van binnen gewelfd was, vergelijkbaar met dat van St Cormac's Chapel in Rock of Cashel. Een bisschop van Clogher hergebruikte het stenen dak voor een kerk in Enniskillen.
Aan de westelijke zijde heeft het gebouw uitstekende, versierde hoeken (antae), onder meer met slakkenhuis-motieven.

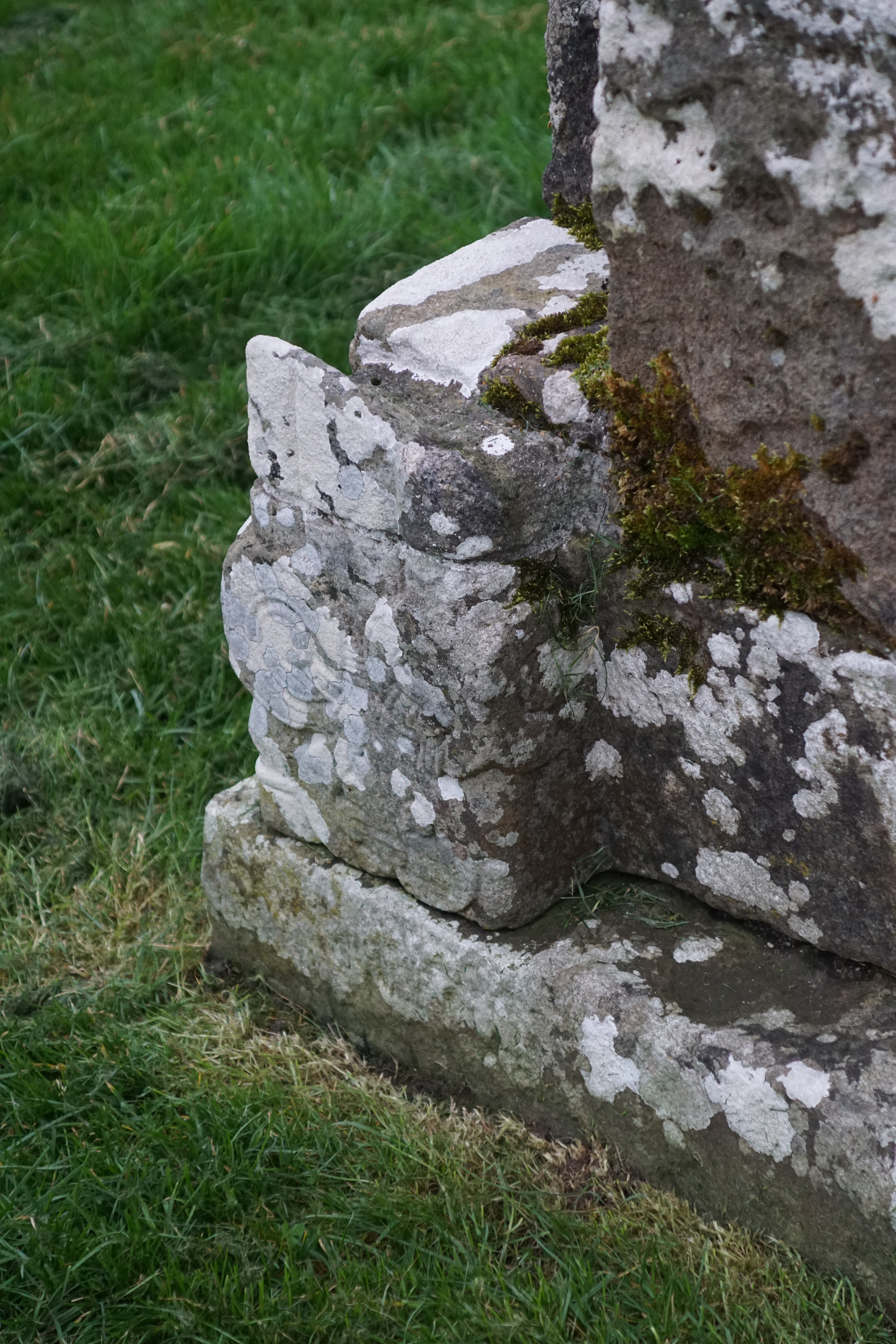
Detail van de versierde noordwestelijke hoek
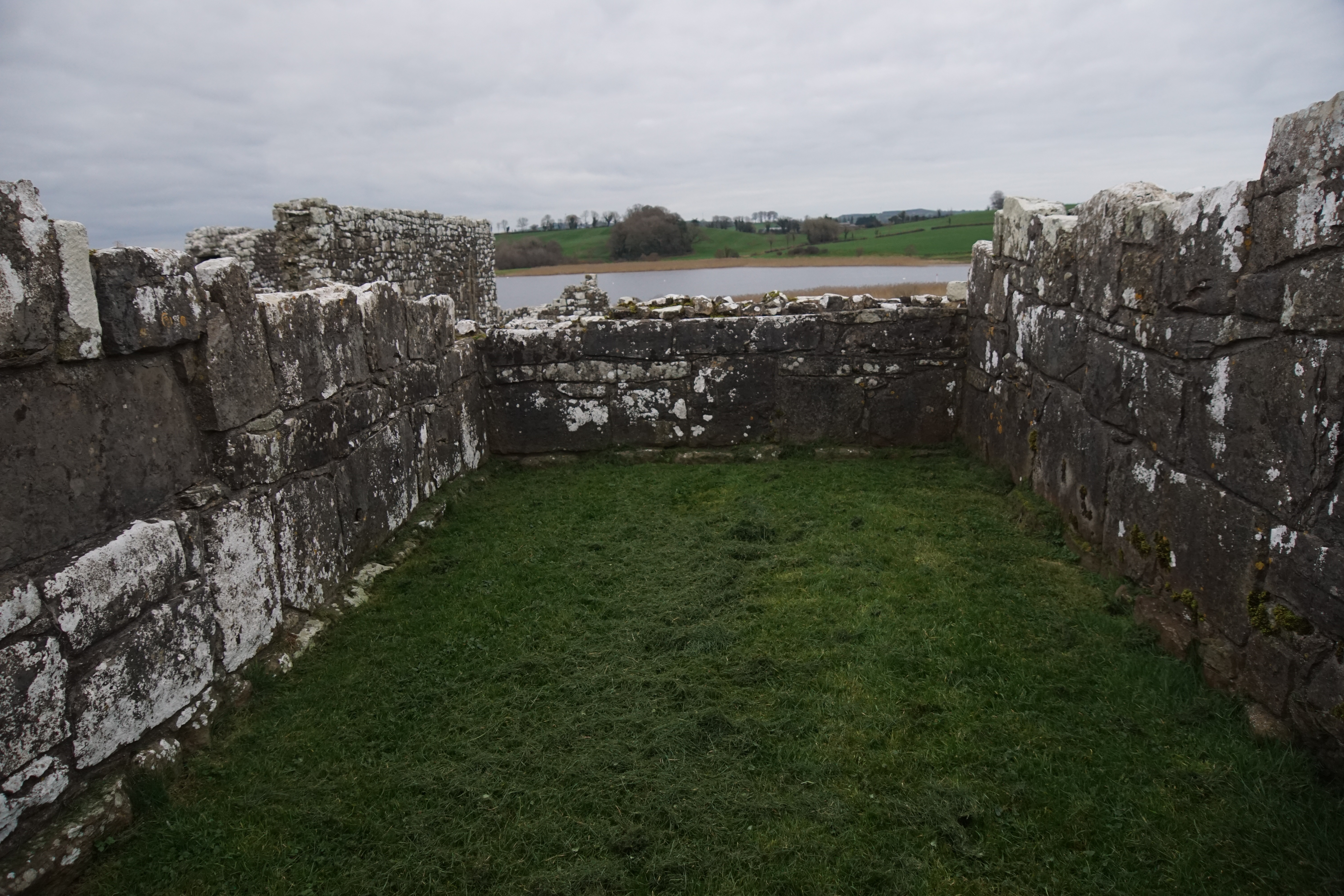
Interieur

### Round towers
Op het eiland bevindt zich een Round tower (coördinaten: 54° 22′ 14″ NB, 7° 39′ 22″ WL) die gebouwd werd in de eerste helft van de twaalfde eeuw. De toren is 24,8 meter hoog,  15,1 meter in omtrek aan de basis en 13 meter in omtrek vlak onder het dak. De deur bevindt zich zo'n drie meter boven de grond en heeft vijf verdiepingen, waarbij de houten vloeren op nog aanwezige stenen richels lagen. In 1176, niet lang na de bouw, werd Domnhall, zoon van een koning van Fermanagh, door zijn eigen familieleden hier levend verbrand. 
Op de toren zijn vier in steen gekerfde gezichten aangebracht, die vermoedelijk Sint Patrick, Sint Colm Cille, Sint Brigida (of Sint Fanchea) en Sint Molaise voorstellen.
Vlak bij de Round tower bevindt zich een fundering van een eerdere Round tower (coördinaten: 54° 22′ 14″ NB, 7° 39′ 22″ WL), ontdekt door D.M. Waterman, die bekend staat als Devenish I en de daadwerkelijke toren als Devenish II. Wellicht is deze eerdere toren vernietigd in 1157.

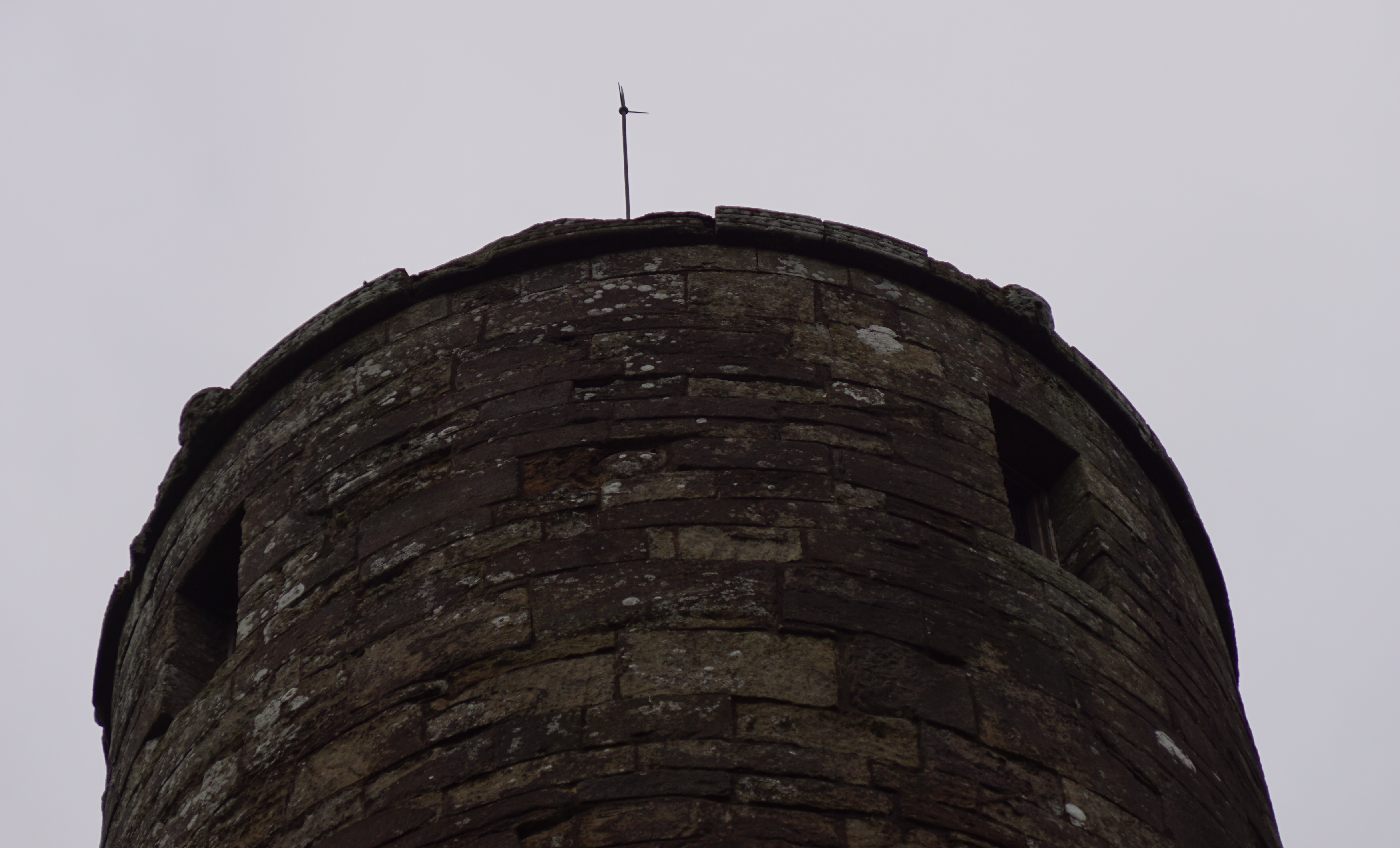
Detail van het bovenste deel met in steen uitgehakte hoofden
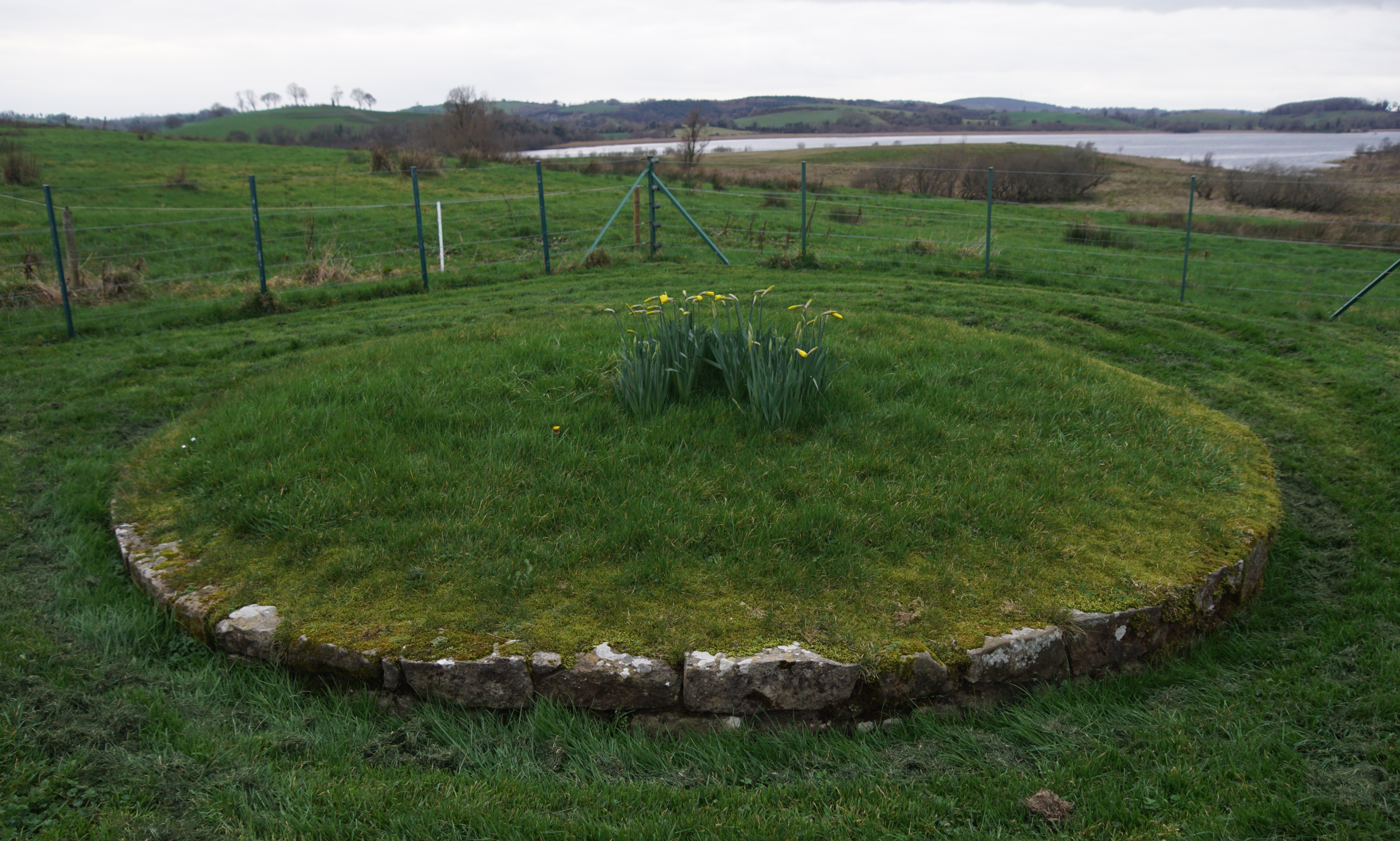
Het fundament van de eerste Round tower

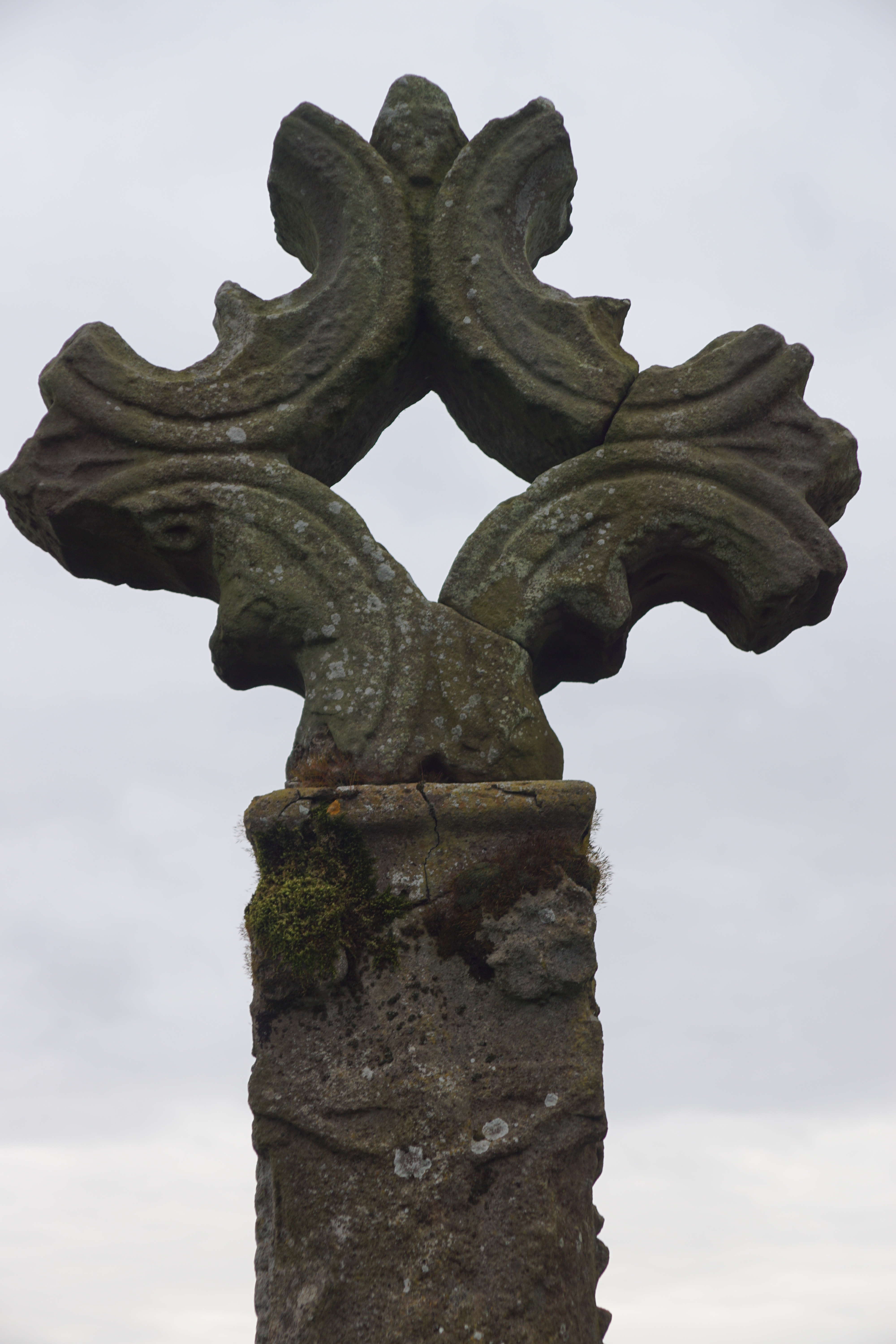
Het High Cross, oostzijde.

### High Cross

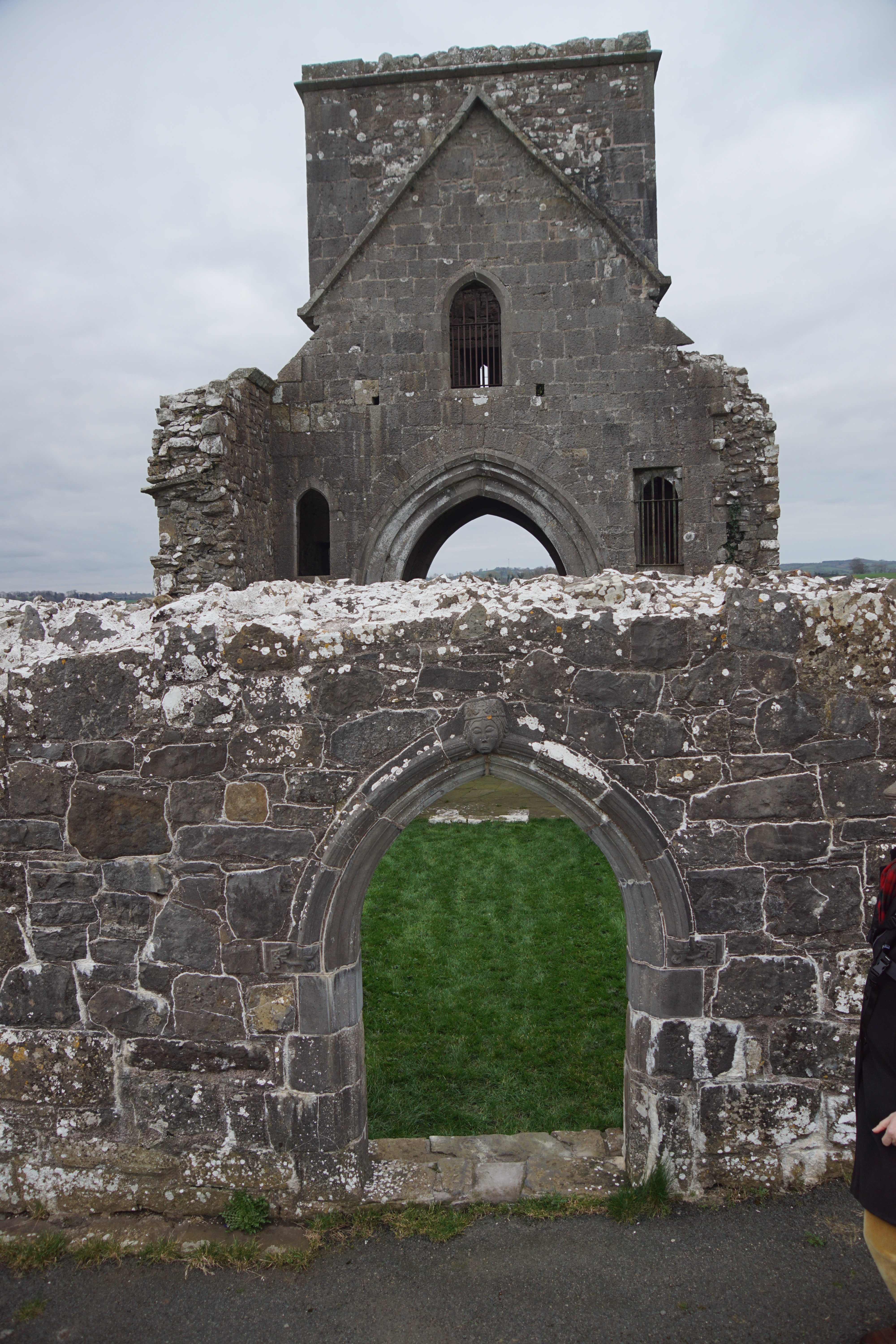
St Mary's Priory vanuit het westen.

Op de begraafplaats aan de zuidzijde van de priorij staat een High Cross (hoog kruis) uit de late vijftiende eeuw (coördinaten: 54° 22′ 12″ NB, 7° 39′ 25″ WL). Het kruis is 2,1 meter hoog. Waarschijnlijk was het kruis in felle kleuren geschilderd. In 1874  werd het kruis in fragmenten ontdekt en hersteld. Op het kruis zijn allerlei bijbelse scenes afgebeeld. Aan de oostzijde staat de kruisiging van Jezus afgebeeld.

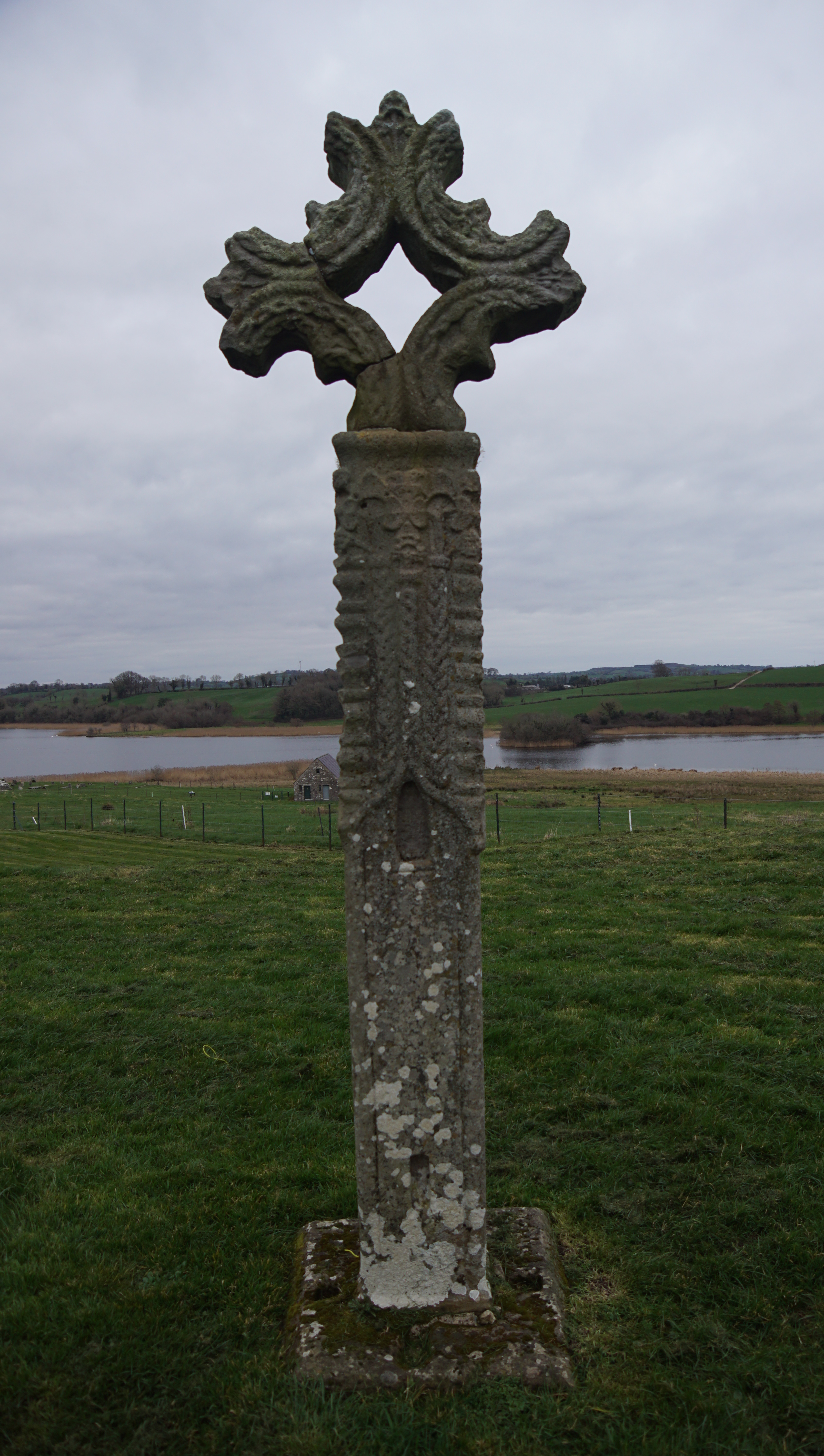
Westzijde van het High Cross.
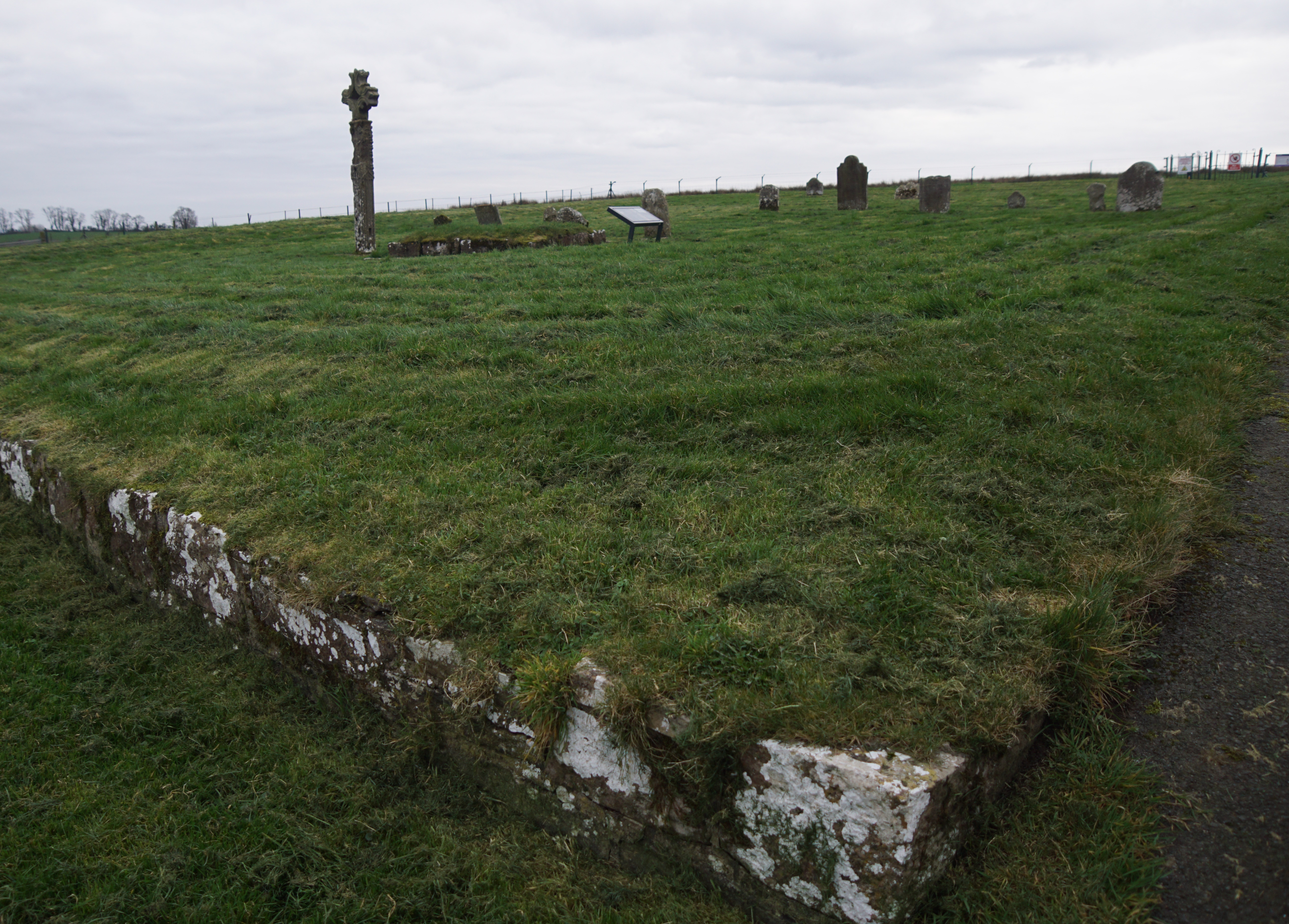
De begraafplaats ten zuiden van de priorij
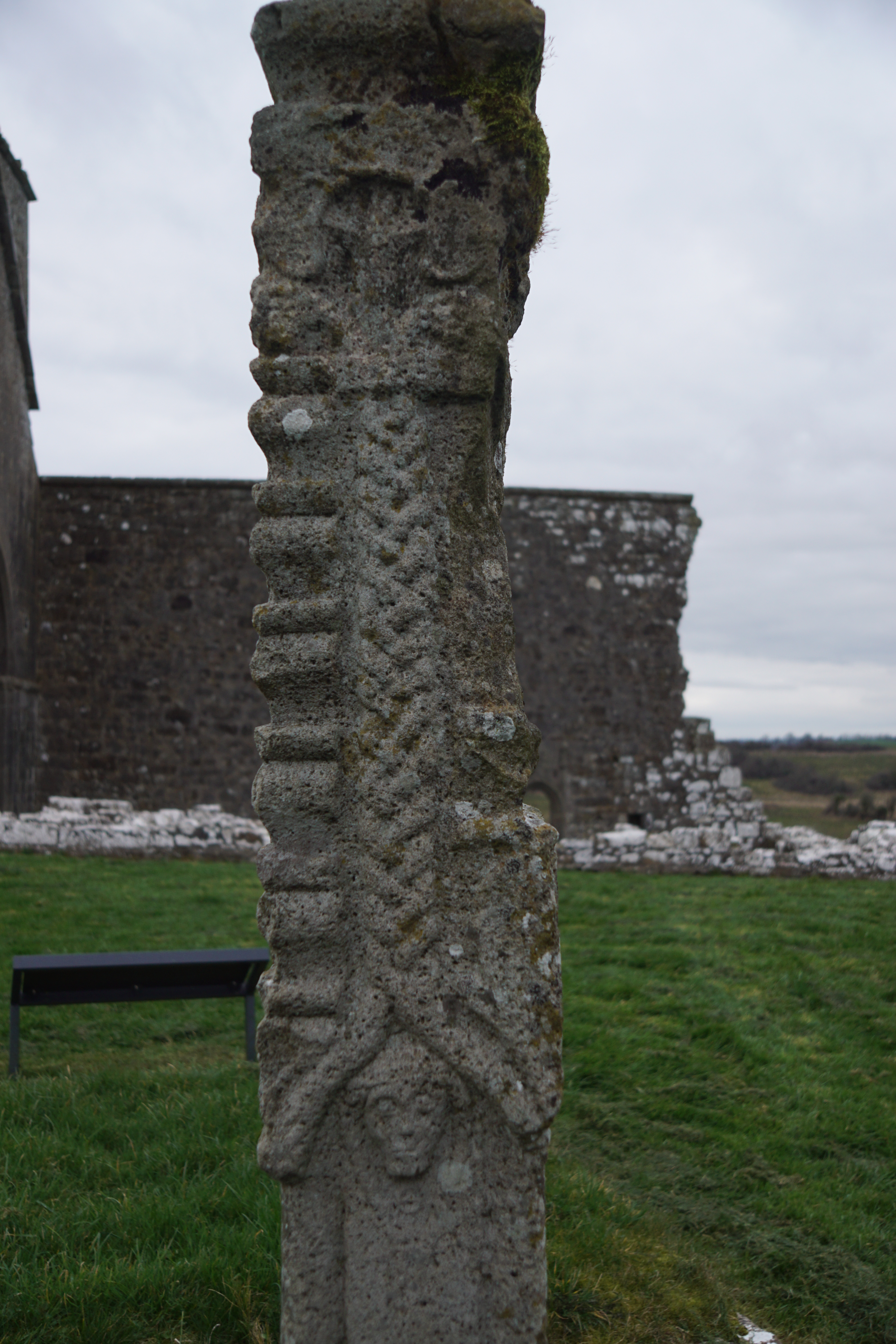
Detail van de zuidzijde

### St Mary's Priory
De kerk gewijd aan Maria werd met klooster gebouwd (coördinaten: 54° 22′ 12″ NB, 7° 39′ 26″ WL) in de twaalfde eeuw en uitgebreid rond 1500 na een brand. Het kerkgebouw is rechthoekig en is aan de binnenkant 28,6 meter bij 7,3 meter groot. In het midden bevindt zich een klokkentoren met een gekruist gewelfd plafond waarin zich twee gaten bevinden voor de touwen waarmee de klok kon worden geluid. Vanuit de toren konden de monniken aan de westzijde de houten galerijen bereiken die zich in de kerk bevonden. Aan de noordzijde van de kerk bevond zich het vierkante kloosterhof met in de oostvleugel de sacristie en de kapittelzaal, in de noordvleugel de refter en in de westvleugel het gastenverblijf. In 1894 werd het stenen raamkozijn uit de oostelijke muur verplaatst naar de parochiekerk van Monea.

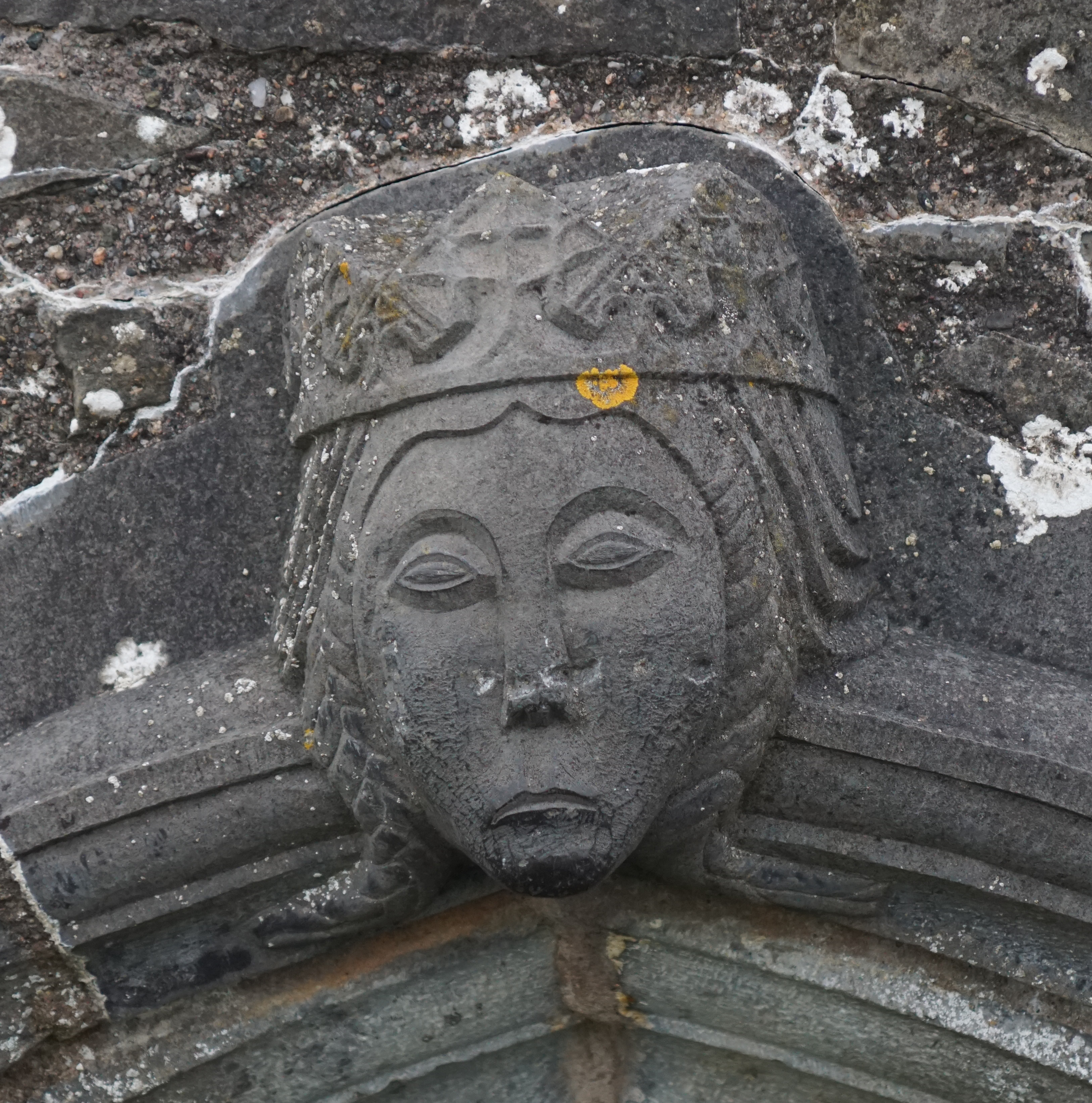
Hoofd van Maria boven de westelijke ingang van de kerk
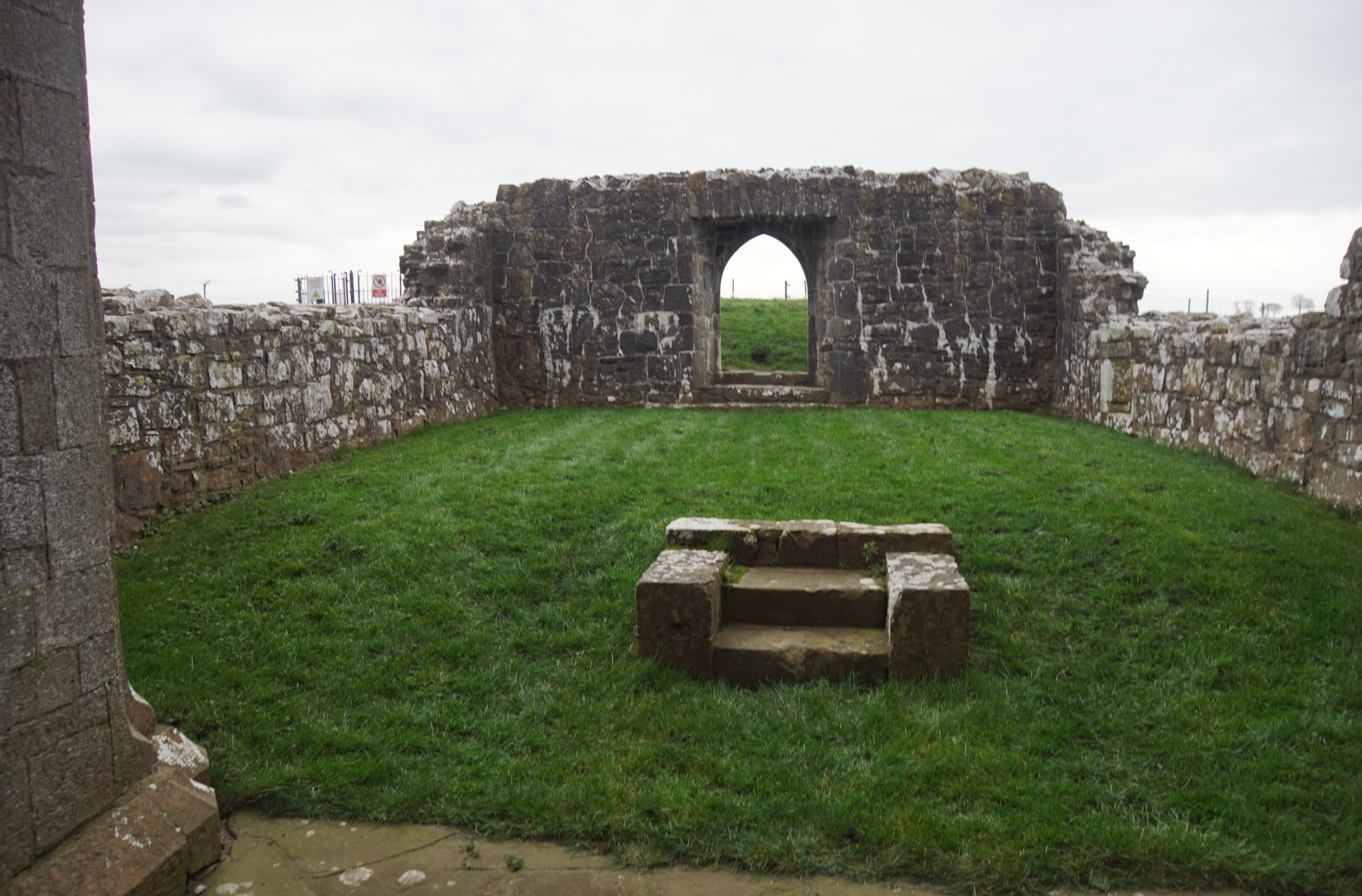
Westelijk deel van de kerk van de priorij
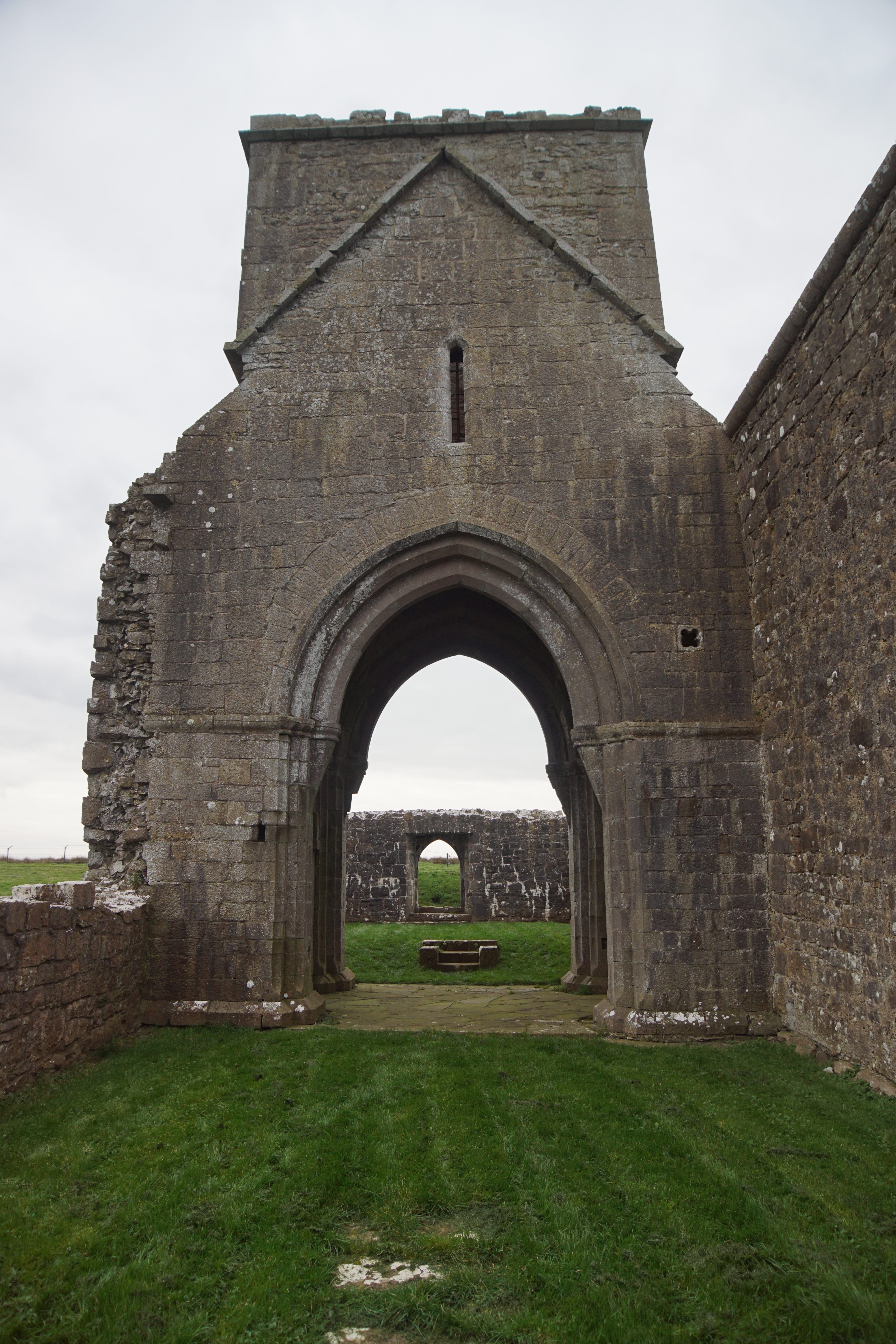
Klokkentoren vanuit het oostelijke deel van de kerk
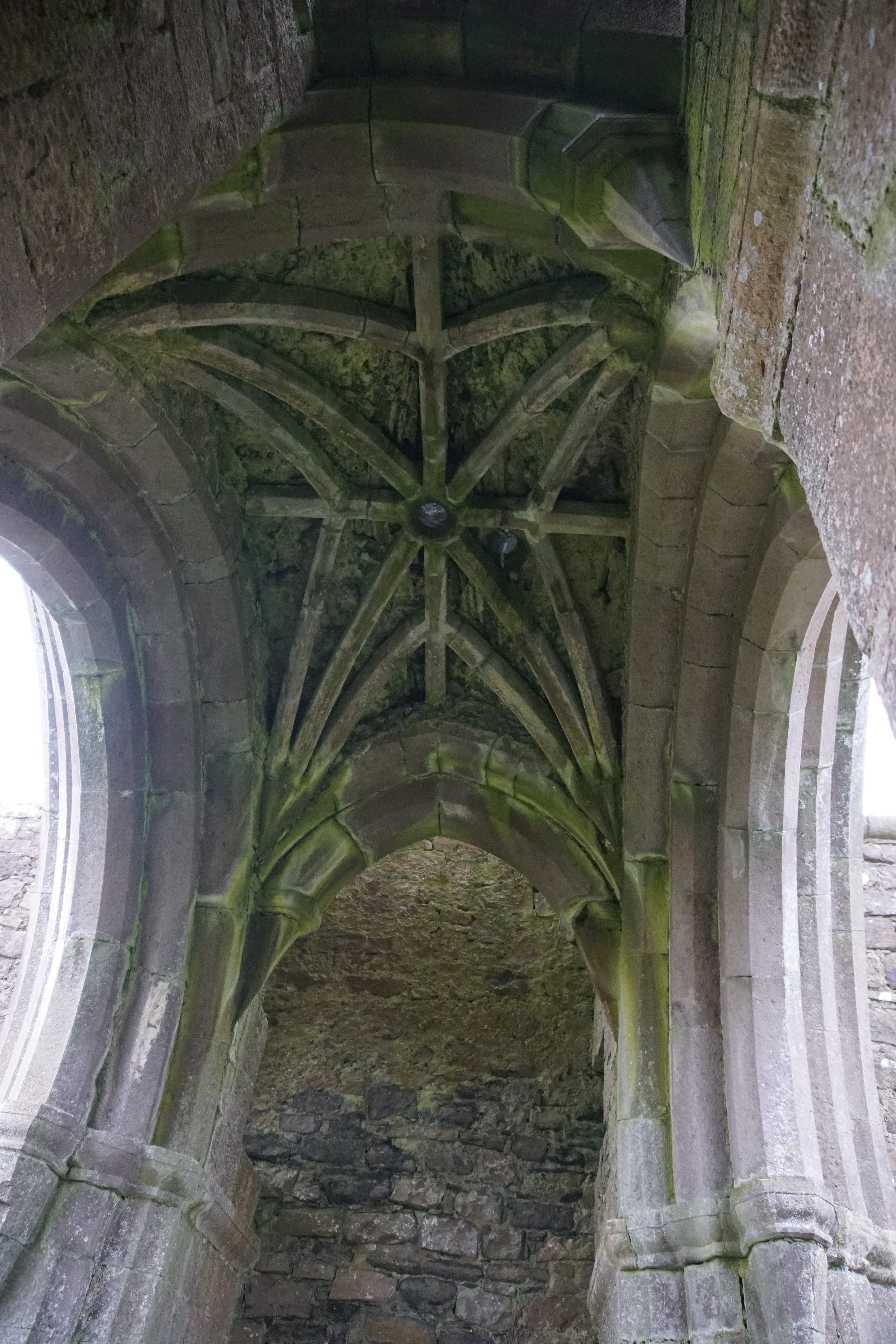
Het gewelfde plafond van de klokkentoren
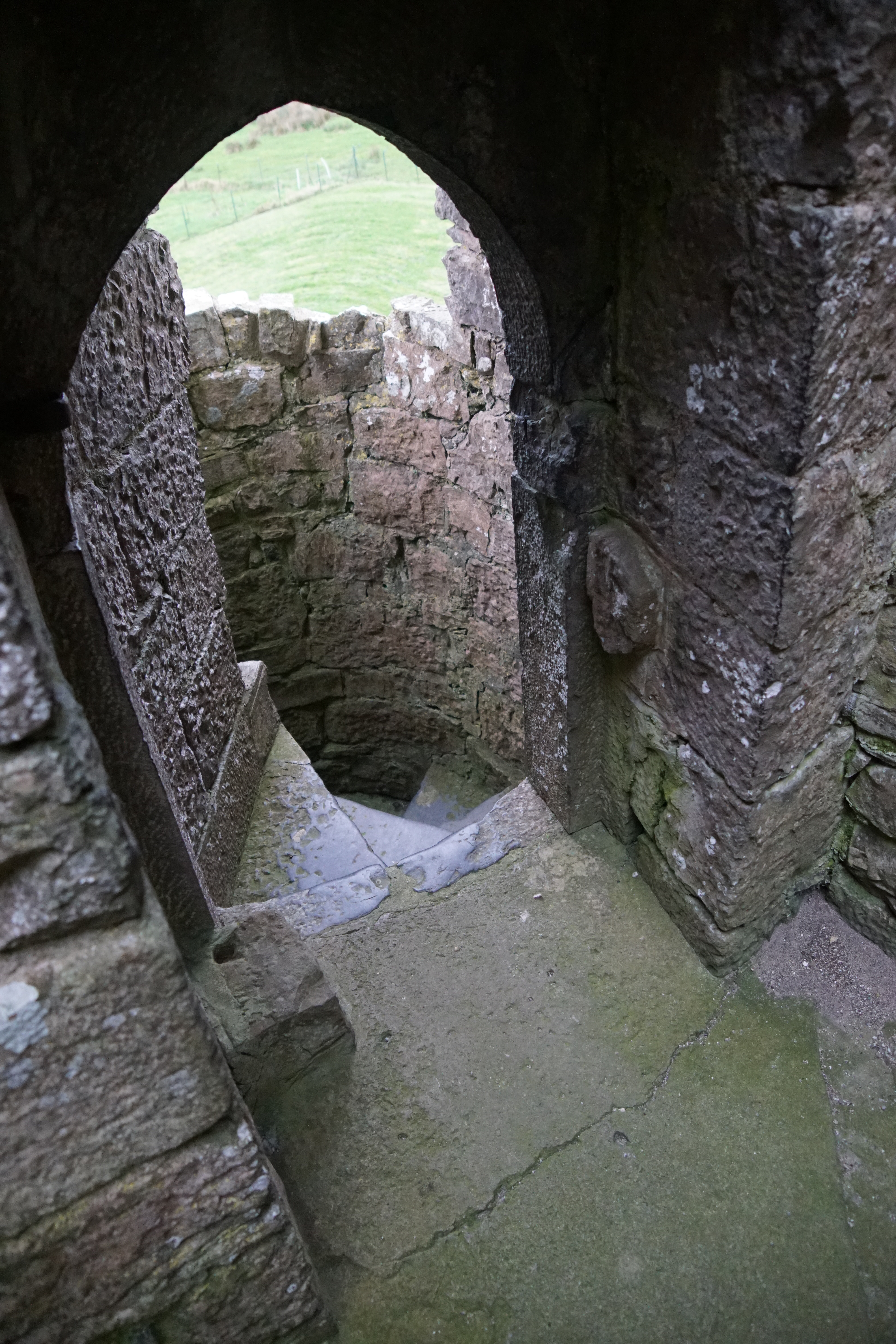
De trap in de klokkentoren
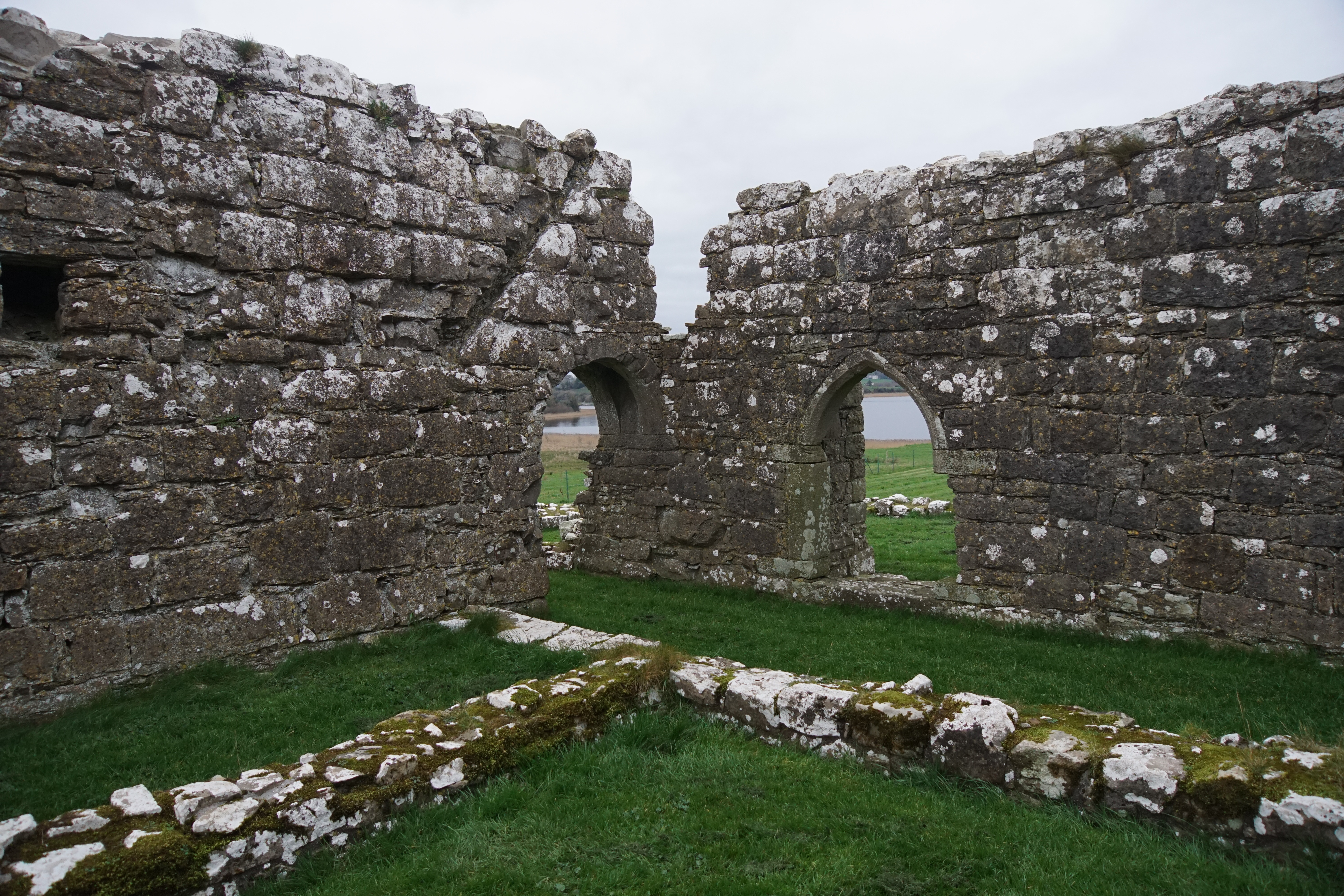
Noordoostelijk deel van het klooster

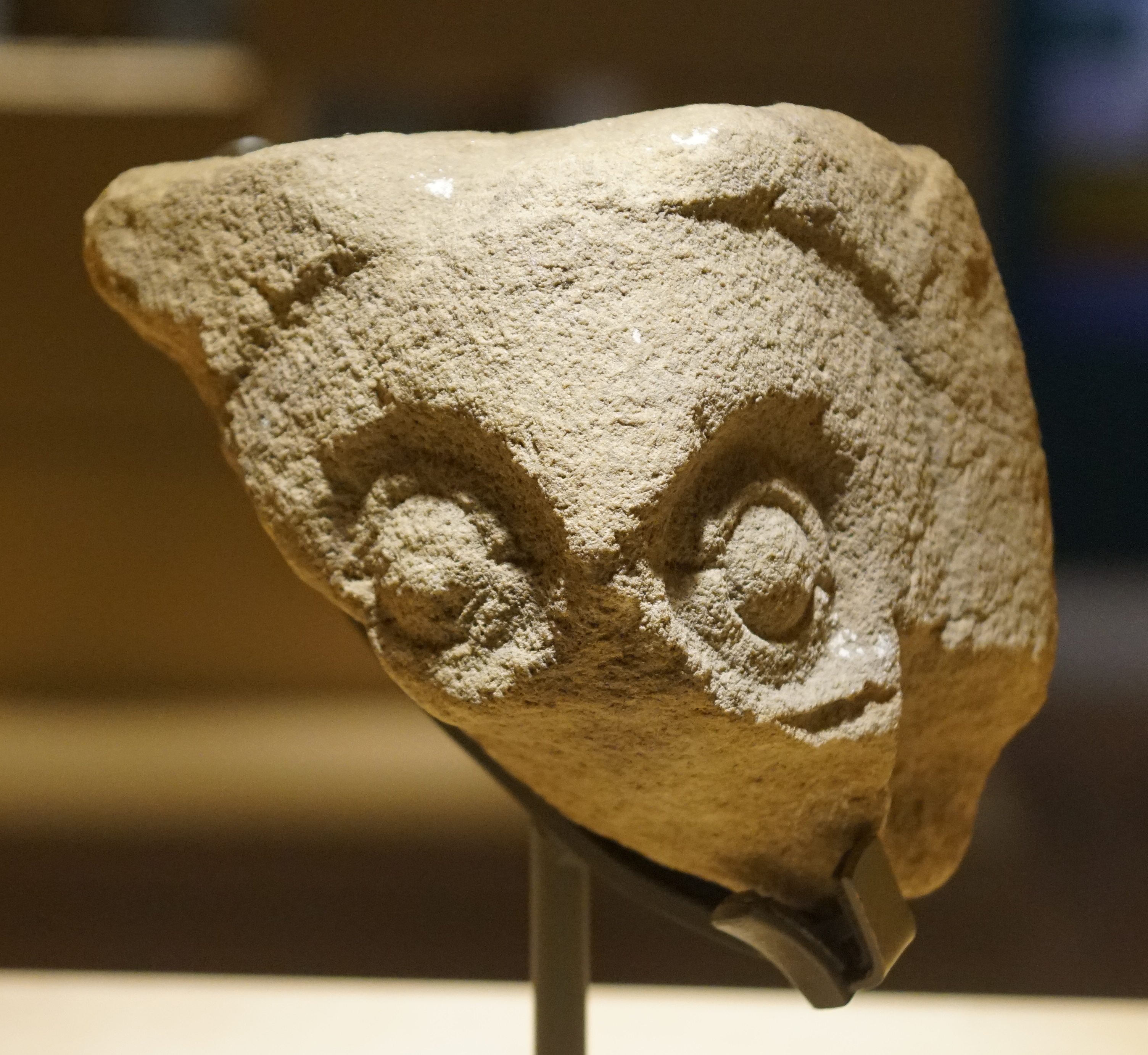
Een fragment van een stenen hoofd gevonden op Devenish (in het Fermanagh County Museum).

## Beheer
Het eiland Devenish is eigendom van de Kilravock Christian Trust. De gebouwen/ruïnes zijn erkend als State Care Monument onder de titel Devenish Ecclesiastical Site. Het eiland is enkel per boot bereikbaar.
Ten zuiden van de Teampall Mór bevindt zich een klein museum waarin onder meer een aantal versierde stenen uit de Teampall Mör worden getoond.